# Supercopa de Andorra 2022
La Supercopa Andorrana 2022 fue la XX edición del torneo. Se disputó a un único partido el 4 de septiembre en el Centre d'Entrenament de la FAF 1. 
Esta edición de la Supercopa enfrentó el campeón de Liga de la temporada 2021-22, el Inter Club d'Escaldes, y el campeón de la Copa Constitució de la misma temporada, el Atlètic Club d'Escaldes.
El  Inter Club d'Escaldes se impuso por 2-1 al Atlètic Club d'Escaldes adjudicándose el título por tercera vez.

## Participantes
|  | Inter Club d'Escaldes   |  |  | Campeón de la Primera División de Andorra (2021-22) |
|  | Atlètic Club d'Escaldes |  |  | Campeón de la Copa Constitució (2022)               |

## Final
| 4 de septiembre de 2022, 18:00 | Inter Club d'Escaldes                          | 2:1 (1:0) | Atlètic Club d'Escaldes  | Centre d'Entrenament de la FAF 1, Andorra la Vieja |                                 |
|                                | Íñigo Sánchez 7' · Martí Riverola 90+5' (a.g.) | Reporte   | Aleix Cisteró 60' (pen.) | Árbitro(s): Antoine Chiaramonti                    | Árbitro(s): Antoine Chiaramonti |

### Campeón
| Campeón Supercopa de Andorra 2022 |
| --------------------------------- |
| Inter Club d'Escaldes 3° título   |